# Was Frauen wirklich wollen
Was Frauen wirklich wollen (Originaltitel: Tout le plaisir est pour moi) ist eine französische Filmkomödie aus dem Jahr 2004. Regie führte Isabelle Broué, die gemeinsam mit Caroline Thivel und Hélène Woillot auch das Drehbuch schrieb.

## Handlung
Louise arbeitet als Radiomoderatorin und hat eine Beziehung mit dem Rechtsanwalt François. Sie hält ihr Sexualleben für erfüllt, was sie von ihrer Mutter Nicole und von ihrer Schwester Judith unterscheidet.
Eines Tages stellt Louise fest, dass sie kein Gespür mehr in der Klitoris hat und keinen Orgasmus bekommen kann. Sie konsultiert eine Ärztin, ihre Freundinnen, ihren homosexuellen Freund und einen Wunderheiler. Unter anderen probiert sie die lesbische Liebe aus, was jedoch keine Resultate bringt. Nach einiger Zeit arrangiert sie sich mit der neuen Situation.

## Kritiken
Collin Souter schrieb auf efilmcritic.com (Teile der Besprechung wurden im Jahr 2004 im Chicago International Film Festival Guide veröffentlicht), der Film sei nicht langweilig und er habe einen gewissen Charme. Er wirke jedoch wie zahlreiche andere konventionelle Komödien. Es sei erfrischend, dass er auf eine andere Weise Sex zeige als im französischen Kino üblich.
Das Lexikon des internationalen Films schrieb, der Film sei eine „sich frivol gebende romantische Komödie, die Doppelmoral und Sexzwänge“ anprangere und „für die Rückbesinnung auf wahre Werte“ plädiere.

## Hintergründe
Die Produktionskosten betrugen schätzungsweise 3,92 Millionen Euro. Die Weltpremiere fand am 14. Mai 2004 auf dem Cannes Film Market statt, dem am 18. Juni 2004 das Saint-Malo Film Festival und am 10. Oktober 2004 das Chicago International Film Festival folgten. Am 18. August 2004 kam der Film in die französischen Kinos, in denen ca. 216 Tsd. Zuschauer gezählt wurden.